# 공주 마곡사 영산전
공주 마곡사 영산전(公州 麻谷寺 靈山殿)은 대한민국 충청남도 공주시 마곡사에 있는, 조선시대의 불전이다. 1984년 11월 30일 대한민국의 보물 제800호로 지정되었다.
이 건물은 마곡사에 있는 건물 중 가장 오래된 것으로, 임진왜란 때 불타 없어진 것을 1651년(효종 2년)에 각순 대사가 다시 세웠다.
내부에 7 분의 여래불상과 1,000분의 작은 불상이 모셔져 있어 일명 천불전이라고도 한다. 건물의 규모는 크지 않지만 간결한 맞배지붕이 건물을 채색한 단청과 어울려 소박하면서도 친근한 느낌을 주는 훌륭한 전통 목조 건물이다.
현액은 조선 세조가 이곳에 왔을 때 쓴 것으로 전한다.

## 개요
마곡사는 신라 선덕여왕 9년(640) 자장율사가 세웠다는 설과 신라의 승려 무선이 당나라에서 돌아와 세웠다는 두 가지 설이 전한다. 신라말부터 고려 전기까지 폐사되었던 절로 고려 명종 2년(1172) 보조국사가 절을 다시 세웠으나 임진왜란 뒤 60년 동안 다시 폐사되었다. 훗날 조선 효종 2년(1651)에 각순대사가 대웅전·영산전·대적광전 등을 고쳐 지었다고 한다.
영산전은 석가모니불과 일대기를 담은 팔상도를 모신 법당을 가리키는데 이 건물은 천불(千佛)을 모시고 있어 천불전이라고도 부른다. 조선시대 각순대사가 절을 다시 일으키면서(1651) 고쳐 지은 것으로 마곡사에서 가장 오래된 건물이며 해탈문 서쪽에 자리잡고 있다.
규모는 앞면 5칸·옆면 3칸이고 지붕은 옆면에서 볼 때 사람 인(人)자 모양을 한 맞배지붕이다. 지붕 처마를 받치기 위해 기둥 위부분에 장식하여 짜은 구조가 기둥 위에만 있는 주심포 양식이다. 건물 앞쪽에 걸린 현판은 세조의 글씨라고 하며 안쪽은 천장 속을 가리고 있는 우물 정(井)자 모양의 천장으로 꾸몄다.
짜임새를 잘 갖추고 있는 조선시대의 건물로 건축 양식 연구에도 중요한 자료가 되고 있다.

## 같이 보기
- 마곡사

## 참고 문헌
- 《충청남도지정문화재해설집》, 충청남도, 2001년

## 참고 자료
- 공주 마곡사 영산전 - 국가유산청 국가유산포털